# Coleocarya
Coleocarya là một chi thực vật có hoa trong họ Restionaceae.